# Bubalus cebuensis
Il Bubalus cebuensis è un bufalo nano i cui fossili sono stati scoperti recentemente sull'isola di Cebu, nelle Filippine, dove visse fra il Pleistocene e l'Olocene.
La caratteristica principale di questa specie è la taglia ridotta: circa 1 m di altezza al garrese e meno di 200 kg di peso. Era quindi di taglia ancora più contenuta rispetto alla specie più piccola attualmente vivente, Bubalus mindorensis.
I fossili di questo animale furono scoperti casualmente durante degli scavi minerari: furono donati ad un museo americano, dove giacquero per 50 anni in attesa di essere analizzati, cosa avvenuta nel 2006.